# Triển lãm kinh tế
Triển lãm kinh tế là việc trưng bày giới thiệu những thành tựu về kinh tế, ví dụ như triển lãm thành tựu kinh tế quốc dân. Triển lãm không phải chỉ là nơi trưng bày giới thiệu hàng hoá, mà còn là nơi giao dịch kí kết hợp đồng kinh tế cụ thể giữa các nhà kinh doanh. Tuỳ theo quy mô tổ chức, triển lãm có thể mang tính chất địa phương, quốc gia hay quốc tế. Về nội dung, triển lãm có thể mang tính tổng hợp (trưng bày hàng hoá của nhiều ngành kinh tế khác nhau) hoặc mang tính chuyên ngành (chỉ trưng bày hàng hoá của một ngành nào đó).